# Macromitrium japonicum
Macromitrium japonicum är en bladmossart som beskrevs av Frans François Dozy och Molkenboer 1844. Macromitrium japonicum ingår i släktet Macromitrium och familjen Orthotrichaceae. Inga underarter finns listade i Catalogue of Life.